# Unidad Nacional de la Esperanza
Die Unidad Nacional de la Esperanza (UNE; deutsch Nationale Union der Hoffnung) ist eine politische Partei in Guatemala, die ihre Wurzeln in der Sozialdemokratie hat, aber heute auch konservative Vorstellungen propagiert.

## Wahlen
Bei den Wahlen am 9. November 2003 gewann die Partei 17,9 % der Stimmen und 32 der 158 Sitze. Der Präsidentschaftskandidat Álvaro Colom erhielt bei den am selben Tag stattfindenden Wahlen 26,4 % der Stimmen, in der zweiten Wahlrunde jedoch nur 45,9 % und wurde somit von Óscar Berger Perdomo geschlagen.
2007 trat Colom erneut zu Wahlen an, die er in der Stichwahl am 4. November 2007 gewann.
Bei der Präsidentschaftswahl 2015 trat Coloms Ex-Frau Sandra Torres für UNE an und unterlag in der Stichwahl gegen den Komiker Jimmy Morales. Gegen die Partei wurde wegen gesetzeswidriger Wahlkampffinanzierung ermittelt, Spendengelder in der Höhe von umgerechnet etwa 2,25 Mio. Euro sollen nicht gemeldet worden sein. Torres bezeichnet die Ermittlungen als politisch motiviert. Torres trat für die UNE erneut bei der Präsidentschaftswahl 2019 an.

## Ausrichtung
Unter Colom war die Partei eine linksgerichtete Partei, welche sozialdemokratische und teilweise auch in der modernen lateinamerikanischen Linken verwurzelt war.
Unter Sandra Torres wurde dieser Kurs nach und nach verwässert. Ab 2020 wurde gegen Torres wegen Korruption ermittelt, außerdem unterstützte sie den nationalkonservativen Präsidenten Alejandro Giammattei, gegen den sie 2019 noch in der Stichwahl verloren hatte. Deswegen wurde Torres zwischenzeitlich vom Parteivorstand abgesetzt, aber nach einem Urteil des Verfassungsgerichtes wieder eingesetzt. Teile der Partei gründeten daraufhin die Abspaltung Voluntad, Oportunidad y Solidaridad, andere schlossen sich der Ökopartei Semilla an.
Bei der Präsidentenwahl 2023 wurde Torres Erstplatzierte und tritt nun gegen Bernardo Arévalo von Semilla an. Letzterer galt als Außenseiter und wird vom Establishment bekämpft, während Torres von den politischen Eliten unterstützt wird.